# Макурёвка
Макурёвка — один из неофициальных микрорайонов города Борисоглебска (территория города от железнодорожной линии с северной стороны и улицы Свободы с восточной стороны до окраин Борисоглебска), бывший посёлком и вошедший в состав города в XX веке. Одной из окраин Макурёвки считается место слияния рек Ворона и Хопёр. 

## УлицыМакурёвки
- ул. Н. Островского
- ул. Хопёрская
- ул. Неделина
- ул. Чехова
- ул. Энгельса
- ул. Орджоникидзе
- ул. Никитина
- ул. 8 Марта
- ул. Рябушкина
- ул. Чайковского
- ул. Сосновая
- ул. Свободы

## Пассажирское сообщение с центром города
В качестве сообщения с центром Борисоглебска курсирует автобус №4 (общая протяженность маршрута: ул. Неделина — Центр (ул.Бланская) — ул.Неделина — составляет около 8 км).

## Учебные заведения
В Макурёвке расположена МОУ СОШ №6 города Борисоглебска.

## Спорт
Мини-футбольная команда «Макурёвка».

## Предприятия
- МУП «Очистные сооружения».
- Частные автомастерские.